# Villa Catedral
Villa Catedral är en ort i Argentina.   Den ligger i provinsen Río Negro, i den sydvästra delen av landet, 1 400 km sydväst om huvudstaden Buenos Aires. Villa Catedral ligger 1 058 meter över havet och antalet invånare är 150.
Terrängen runt Villa Catedral är varierad. Närmaste större samhälle är San Carlos de Bariloche, 11,2 km öster om Villa Catedral. 
Trakten runt Villa Catedral består i huvudsak av gräsmarker. Runt Villa Catedral är det ganska glesbefolkat, med 24 invånare per kvadratkilometer.